# Oak Brook, Illinois
Oak Brook là một làng thuộc quận DuPage, tiểu bang Illinois, Hoa Kỳ. Năm 2010, dân số của làng này là 7883 người.

## Dân số
Dân số qua các năm:
- Năm 2000: 8702 người.
- Năm 2010: 7883 người.